# Wąbrzeźno
Wąbrzeźno (niem. Frideck lub Briesen) – miasto w Polsce położone w województwie kujawsko-pomorskim, siedziba powiatu wąbrzeskiego, gminy wiejskiej Ryńsk i gminy miejskiej Wąbrzeźno.
Według danych GUS z 31 grudnia 2024 roku Wąbrzeźno liczyło 12 755 mieszkańców.

## Położenie
Miasto leży nad trzema jeziorami: Zamkowym, Frydek i Sicieńskim, które znajduje się poza granicami miasta. Najbliżej położone miasta to: Radzyń Chełmiński (10 km), Kowalewo Pomorskie (16 km), Jabłonowo Pomorskie (20 km), Golub-Dobrzyń (21 km), Chełmża (30 km), Grudziądz (30 km) i Łasin (35 km).
W latach 1975–1998 miasto administracyjnie należało do województwa toruńskiego. Pod względem historycznym Wąbrzeźno położone jest na ziemi chełmińskiej.
Według regionalizacji fizycznogeograficznej Polski miasto położone jest na Pojezierzu Chełmińskim.

## Nazwa
Miasto występowało w historii pod trzema nazwami – polską Wąbrzeźno oraz niemieckimi Frideck (do końca XVIII w.) i Briesen. Ta druga stanowi fonetyczne przyswojenie nazwy polskiej. Spotykane są różne postacie zapisu nazw: Wambrez, Frideck, Fredeck, Frydek, Friedecum, Vredeck, Briesen itd.
Nazwa miasta pochodzi od słów „w brzeziu” czyli w brzezinie, wśród brzóz. Inna wersja wywodzi słowo Wąbrzeźno od „w brzegach” – miasto wśród brzegów jezior. Nazwa Frydek po niemiecku oznacza „spokojny zakątek”. Istnieje też hipoteza, według której miasto założyli osadnicy z Czech i nadali nowej osadzie nazwę swojej rodzinnej miejscowości (Frydek-Mistek).

## Historia
Nazwa osady Wambrez występuje po raz pierwszy w dokumencie wystawionym 19 kwietnia 1246 roku przez wielkiego mistrza krzyżackiego Henryka von Hohenlohe, dotyczącym przyznania dóbr biskupowi Heidenreich. Wówczas Wąbrzeźno, niewielka osada o charakterze wiejskim, stało się własnością biskupów chełmińskich, a jego mieszkańcy poddanymi biskupa z nałożonymi na nich powinnościami feudalnymi. Stan taki utrzymał się do 1773 roku, kiedy dobra biskupie przeszły na własność króla pruskiego w związku z I rozbiorem Polski. Miasto rozwinęło się w XIX wieku stając się siedzibą powiatu.
Na przełomie XVI i XVII wieku należało do dóbr stołowych biskupów chełmińskich.

### Kalendarium
- VII–XIII wiek – istnienie na niewielkim wzniesieniu, na przesmyku między jeziorami Frydek i Zamkowym słowiańskiego grodu i osady podgrodowej[5][6].
- 18 października 1166 – podczas zbrojnej wyprawy do Prus, przypuszczalnie w okolicy osady Wambrez lub jeziora Wieczno rozegrała się bitwa, w której poległ Henryk Sandomierski.
- 19 kwietnia 1246 – pierwsza wzmianka o osadzie Wambrez. Wąbrzeźno staje się własnością biskupów chełmińskich[7].
- lata 70. XIII w. – zniszczenie grodu i osady przez Prusów[8].
- 1303 – początek budowy zamku biskupiego.
- ok. 1331 – uzyskanie praw miejskich.
- 1411, 1422 – Wąbrzeźno niszczone w wojnach Zakonu Krzyżackiego z Koroną
- 1464 – spalenie miasta przez Krzyżaków.
- 1466 – Ziemia Chełmińska (w tym Wąbrzeźno) zostaje włączone do Korony na mocy II pokoju toruńskiego.
- 1534 – biskup Jan Dantyszek potwierdził stare i nadał miastu nowe przywileje.
- 1535 – spisanie inwentarza zamku, pierwszego zachowanego dokumentu, w dodatku spisanego po polsku.
- 1655 – spalenie miasta i zamku przez Szwedów.
- 1772 – Wąbrzeźno trafia pod zabór pruski.
- 1788 – zmiana nazwy na Briesen Westpreussen.
- 1807–1815 – Wąbrzeźno znajduje się w granicach Księstwa Warszawskiego.
- 1 kwietnia 1898 – uruchomienie pierwszej na dzisiejszych ziemiach polskich kolei elektrycznej Wąbrzeźno – Wąbrzeźno Miasto. Trakcję elektryczną rozebrały PKP w 1959 roku, ruch osobowy zawieszono w 1991 roku.
- 1906 – powstało Gimnazjum Humanistyczne (później Liceum Ogólnokształcące im. Zygmunta Działowskiego).
- 20 stycznia 1920 – powrót miasta do Polski.
- 1921 – założono Polski Instytut Narodowy w Wąbrzeźnie z inicjatywy Włodzimierza Tetmajera.

- 6 września 1939 – miasto zostaje zajęte przez Niemców. Założenie przez Selbstschutz prowizorycznego obozu koncentracyjnego na terenie zakładów PPG (obecnie Ergis S. A.). Masowe egzekucje w pobliskiej piaskowni w Łopatkach.
- 1941–1943 – do obozów (w Potulicach i Toruniu) zostaje wywiezionych około 3,8 tys. mieszkańców Wąbrzeźna.
- 24 stycznia 1945 – wkroczenie Armii Czerwonej.
- 1947 - założenie biblioteki miejskiej i powiatowej[9]
- 1950 – założenie Miejskiego Klubu Sportowego „Unia” Wąbrzeźno.
- 1987 – w Wąbrzeźnie zorganizowane zostały ogólnopolskie Dożynki.
- 1990
  - przejęcie przez samorząd miejski oświaty na poziomie podstawowym.
  - zatwierdzenie herbu miasta, projektu Ziemowita Maślanki (honorowy obywatel miasta).
  - powołanie lokalnej gazety Wiadomości Wąbrzeskich, jako organu Rady Miejskiej.
- 1991
  - powstanie nowych 10 zakładów pracy na bazie sprywatyzowanych Państwowego Ośrodka Maszynowego, Przedsiębiorstwa Gospodarki Komunalnej i Mieszkaniowej oraz Przedsiębiorstwa Budownictwa Komunalnego.
  - powstanie Społecznego Komitetu Budowy Miejskiej Telewizji Kablowej, która emituje swój program od 1994 r.
  - odsłonięcie tablicy upamiętniającej 50. rocznicę śmierci wąbrzeskiego noblisty Walthera Nernsta.
- 1993 – budowa nowoczesnej oczyszczalni ścieków oraz sieci wodnokanalizacyjnej.
- 1995–1998 – opieka samorządu nad Liceum Ogólnokształcącym.
- 1996
  - obchody 750-lecia miasta.
  - powołanie Wąbrzeskiego Sejmiku Uczniowskiego, przekształconego w 2003 r. w Młodzieżową Radę Miejską.
  - doprowadzenie gazu ziemnego do miasta, utworzenie sieci gazowniczej.
  - powołanie Regionalnego Wąbrzeskiego Towarzystwa Budownictwa Społecznego.
- 1999 – reforma wąbrzeskiej oświaty, powstanie trójstopniowego systemu nauczania obowiązkowego.
- 2000
  - emisja obligacji komunalnych z przeznaczeniem pozyskanych środków m.in. na budowę Pływalni Miejskiej.
  - powołanie Muzeum Miejskiego, połączonego w 2003 r. z Wąbrzeskim Domem Kultury.
- 2005
  - otwarcie Pływalni Miejskiej im. Pawła Bączyńskiego.
  - otrzymanie certyfikatu Gmina Fair Play.
  - koronacja obrazu Matki Boskiej.
- 2006 – otwarcie obwodnicy miasta o długości 7,8 km, wybudowanej wspólnie z powiatem wąbrzeskim.
- 2008 – termomodernizacja siedmiu obiektów miejskich, we wsparciu o fundusze z Norweskiego Mechanizmu Finansowego.
- 2009
  - wybudowanie „schetynówki”, ul. Macieja Rataja.
  - budowa ścieżek rowerowych okalających Jezioro Zamkowe.
- 2010
  - budowa boiska przy Pływalni Miejskiej w ramach projektu Orlik 2012.
  - przeprowadzenie badań archeologicznych na Górze Zamkowej.
  - rozpoczęcie projektu „Rewitalizacja Placu Jana Pawła II w Wąbrzeźnie”.

## Struktura powierzchni
Według danych z roku 2008 Wąbrzeźno ma obszar 8,53 km², w tym:
- użytki rolne: 52,17% (445 ha)
- użytki leśne: 1,29% (11 ha)
- zabudowania: 20,75% (177 ha)
- pozostałe (drogi, wody, nieużytki): 25,79% (220 ha)

Miasto stanowi 1,7% powierzchni powiatu.

## Demografia
Dane z 2024:
| Opis                              | Ogółem | Ogółem | Kobiety | Kobiety | Mężczyźni | Mężczyźni |
| --------------------------------- | ------ | ------ | ------- | ------- | --------- | --------- |
| jednostka                         | osób   | %      | osób    | %       | osób      | %         |
| populacja                         | 12 755 | 100    | 6696    | 52,5    | 6059      | 47,5      |
| gęstość zaludnienia (mieszk./km²) | 1495,3 | 1495,3 | 785,0   | 785,0   | 710,3     | 710,3     |

Według danych z 31 grudnia 2024 r. miasto miało 12 755 mieszkańców.
Piramida wieku mieszkańców Wąbrzeźna w 2014 roku.

## Zabytki

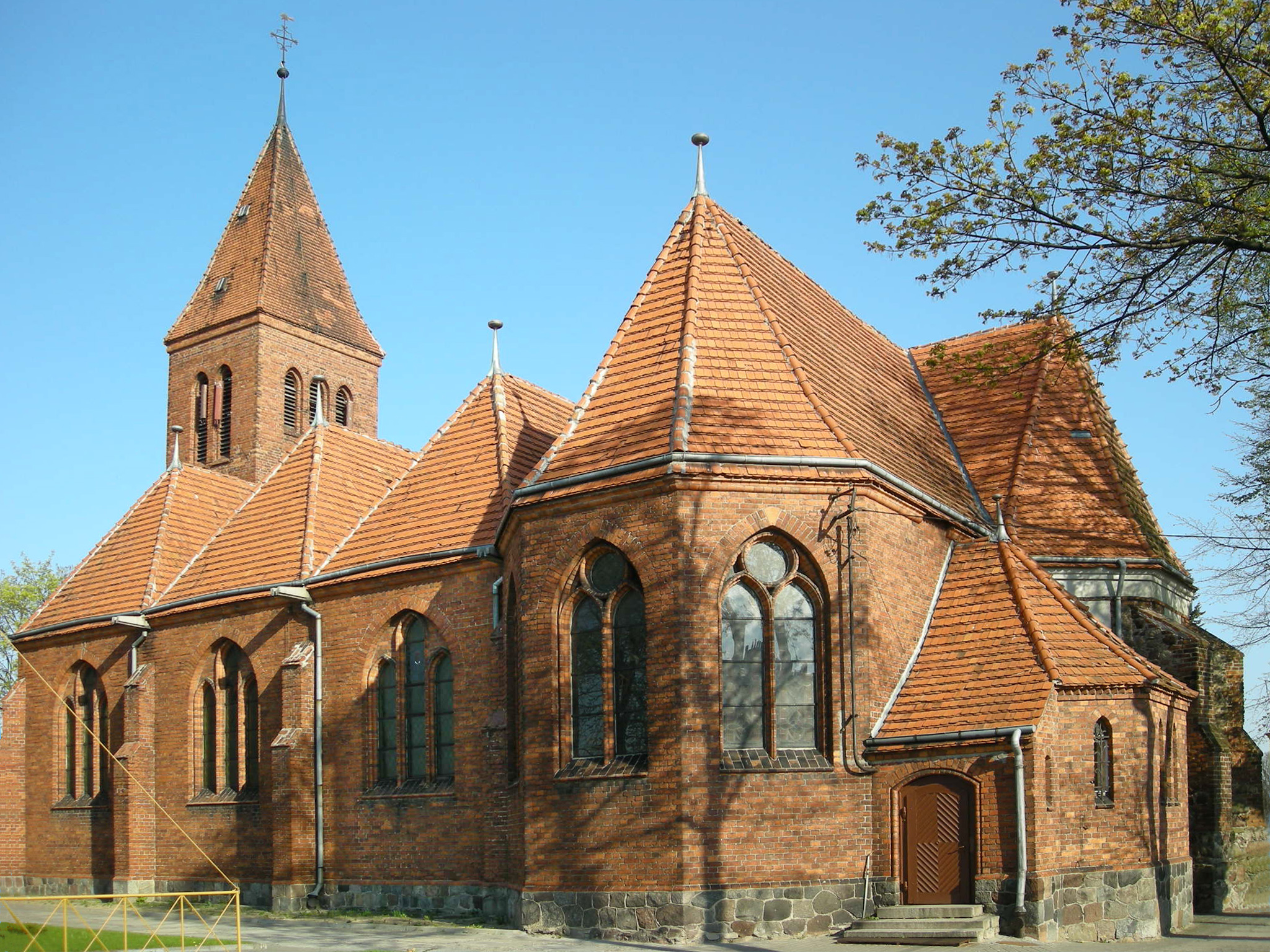
Kościół pw. św. Apostołów Szymona i Judy Tadeusza

- Ruiny zamku – siedziby biskupów chełmińskich ruiny zamku na Górze Zamkowej, wybudowanego w pierwszej połowie XIV w. Do 1660 r. zamek pełnił funkcję siedziby biskupów chełmińskich. Niestety zniszczenia wojenne oraz przeniesienie siedziby biskupa do rezydencji w Lubawie spowodowały jego powolne zniszczenie. Obecnie zachowało się niewielkie skupisko ruin zamkowych, które w 2010 r. zostały poddane badaniom archeologicznym (więcej informacji w artykule Historia Wąbrzeźna)

- Sanktuarium Matki Bożej Brzemiennej – Kościół pod wezwaniem Świętych Apostołów Szymona i Judy Tadeusza – wybudowany przez biskupów chełmińskich w latach 1323–1349. W świątyni znajduje się cudowny obraz Matki Bożej Brzemiennej z XVII w. oraz liczne zabytki sztuki sakralnej z okresu XVI-XIX w. Na szczególną uwagę zasługuje niedawno odrestaurowana rzeźba Matki Bożej z Dzieciątkiem, z ok. 1500 r. przeniesiona z kaplicy nieistniejącego zamku. Obok kościoła usytuowany jest pomnik Chrystusa Warszawskiego, ufundowany w 1948 r. przez mieszkańców miasta, na którego cokole zamontowano tablice z nazwiskami ofiar II wojny światowej z terenu Wąbrzeźna.

- Poewangelicki kościół pod wezwaniem Matki Bożej Królowej Polski, wybudowany w 1836 r. jako kościół ewangelicki, w późniejszym czasie siedziba diecezji tego wyznania. Od 1945 r. kościół wyznania rzymskokatolickiego. Ozdobą wnętrza są obraz Matki Bożej Crespiego, obraz Chrystusa w Ogrójcu, neogotyckie ołtarze boczne z 1900 i 1908 r. oraz witraż z XIX w. przedstawiający postacie Piotra i Pawła.

- Ratusz – wzniesiony przy ul. Wolności, powstał w 1892 r. w stylu neogotyckim, z czerwonej nieotynkowanej cegły. Powstał jako kopia ratusza w Kilonii. Zdobiony cegłą dekoracyjną oraz wieżyczkami. Na wieży ratuszowej zegar oraz tarcza herbowa miasta wykonana według projektu Ziemowita Maślanki. Obecnie siedziba miejskich władz samorządowych;

- Pomnik Żołnierza Polskiego – znajdujący się w centralnym punkcie miasta na Placu Jana Pawła II. Jego uroczyste odsłonięcie nastąpiło 14 września 1947 r. Autorem pomnika jest znany toruński rzeźbiarz prof. Ignacy Zelek, m.in. twórca wystroju rzeźbiarskiego kościoła garnizonowego pod wezwaniem św. Katarzyny w Toruniu. Pomnik jest jednym z nielicznych przykładów dzieł świeckich tego artysty. Przedstawia żołnierza Wojska Polskiego oraz cztery sylwetki stojące na cokole, mającym formę spłaszczonego sześcianu. Podstawa pomnika opatrzona jest od frontu majuskułową inskrypcją, rozmieszczoną w trzech wersach: BOJOWNIKOM O WOLNOŚĆ, BUDOWNICZYM POKOJU, 1939–1945, powyżej której umieszczono sylwetkę orła. Szczególnego charakteru pomnikowi, mającemu pozornie świecki wymiar, nadaje ukryta symbolika religijna. Poniżej inskrypcji wykuty został łaciński krzyż. Warto zauważyć również, że sam pomnik jest zbudowany na planie krzyża greckiego[13]

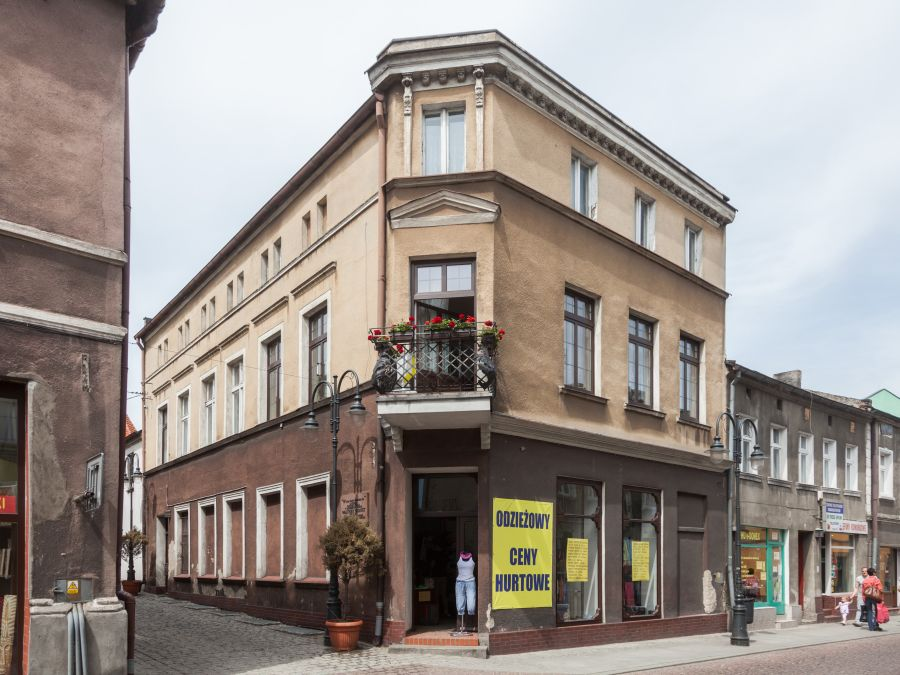
Dom rodzinny noblisty Walthera Nernsta

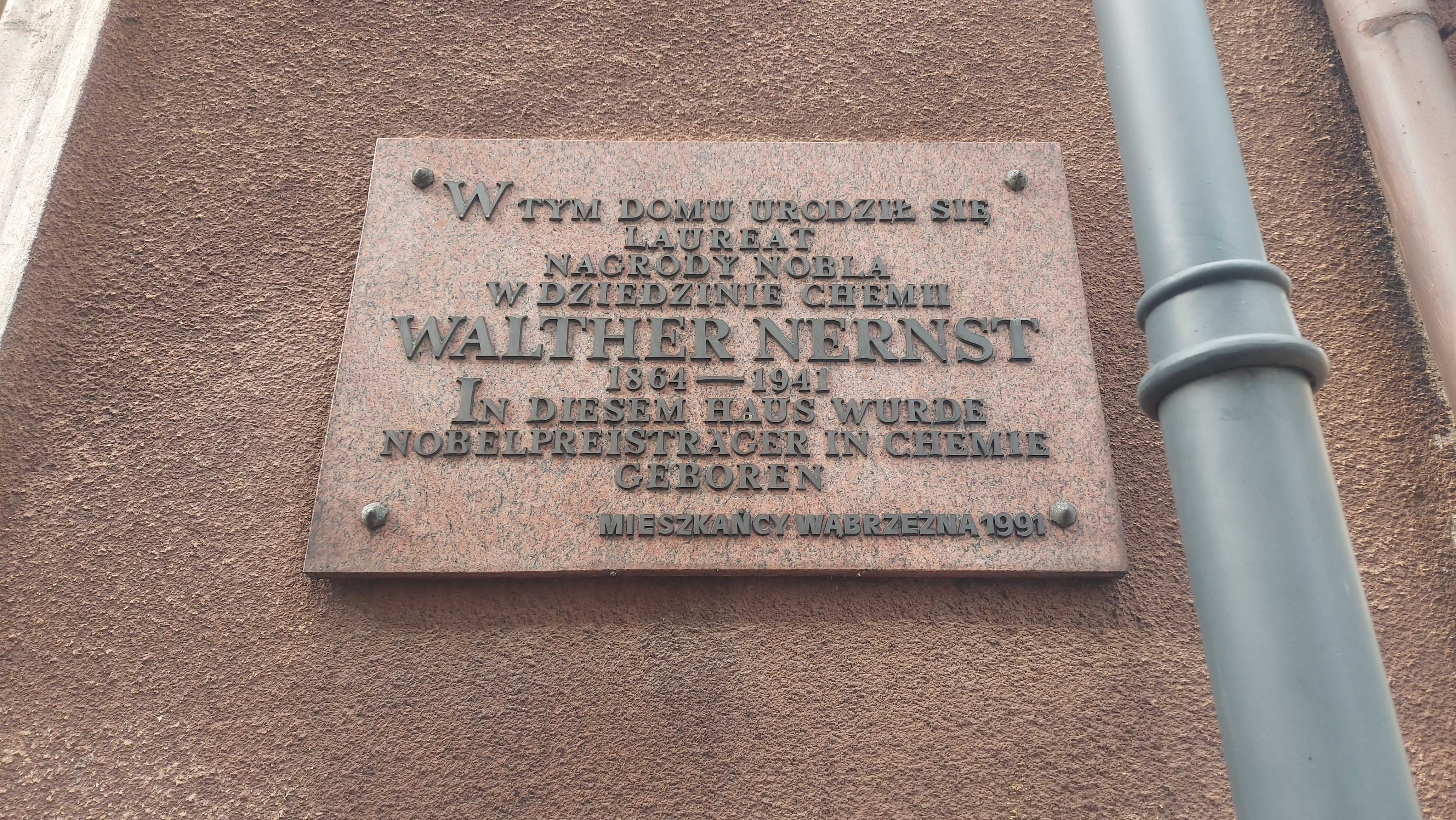
Tablica upamiętniająca Walthera Nersta

- kamienice z przełomu XIX i XX wieku, oraz budynki użyteczności publicznej, m.in.:
  - pastorówka, przy ul. Wolności, zbudowana w latach 1893–1894 jako siedziba administracyjna parafii, a później diecezji ewangelickiej
  - budynek sądu, przy ul. Wolności, wybudowany w 1880 r. z przeznaczeniem na siedzibę sądu grodzkiego
  - gmach policji, przy ul. Wolności, zbudowany w pierwszej połowie XIX w.
  - Szkoła Podstawowa nr 2, przy ul. Wolności zbudowana w 1914 r. z przeznaczeniem dla uczniów wyznania ewangelickiego
  - budynek starostwa powiatowego, przy ul. Wolności, zbudowany w 1890 r. z przeznaczeniem na siedzibę władz powiatowych
  - gmach liceum, przy ul. Wolności, wybudowany w 1896 r., do dzisiaj zachował swój pierwotny wygląd. Obecnie mieści się w nim siedziba Zespołu Szkół Ogólnokształcących im. Zygmunta Działowskiego
  - gmach poczty, przy ul. 1 Maja zbudowany w 1892 r. w stylu neogotyckim
  - dom Klimków, przy ul. 1 Maja, powstały na początku XX w. w stylu secesyjnym
  - budynek Powiatowej Stacji Sanitarno-Epidemiologicznej, przy ul. 1 Maja – dawniej hotel „Victoria”, który należał do reprezentacyjnych obiektów miasta
  - większość kamienic usytuowanych wokół Placu Jana Pawła II, powstała na przełomie XIX i XX w. Część z nich zachowała swój pierwotny wygląd

## Hejnał wąbrzeski
W 2002 roku Zarząd Miasta Wąbrzeźna ogłosił konkurs na hejnał. Zwyciężyła kompozycja Józefa Mossakowskiego, a pierwszym wykonawcą był Mirosław Lewandowski. Oficjalnie melodia ta została uznana za hejnał miejski 31 sierpnia 2009 roku podczas sesji Rady Miasta.

## Polski Instytut Narodowy
Polski Instytut Narodowy działał w Wąbrzeźnie w latach 1921–1927 z inicjatywy krakowskich artystów, z Włodzimierzem Tetmajerem i Stanisławem Jasińskim na czele. W ramach jego działalności, Tetmajer planował też założenie w mieście Uniwersytetu, a z Wąbrzeźna uczynienie polskiego Oxfordu (nie chodziło mu o poziom nauki, ale o charakter miasta jako typowego miasteczka uniwersyteckiego). Idea ta nie została ostatecznie zrealizowana, choć powstał zalążek Wydziału Sztuk Pięknych. Instytut miał na celu działalność oświatową, wydawanie polskiej prasy i literatury, szerzenie oświaty wśród ludu. Wiadomo, że do Instytutu należeli m.in. Stefan Żeromski, Stanisław Przybyszewski, Kazimierz Sosnkowski, kard. Kakowski. Upadł po śmierci swoich założycieli.

## Ochrona przyrody
W 2012 roku pomnikiem przyrody ustanowiono jesion wyniosły o obwodzie 366 cm rosnący przy ul. Pod Młynik 4a o nazwie „Karol”.

## Wąbrzeska Kolejka Powiatowa

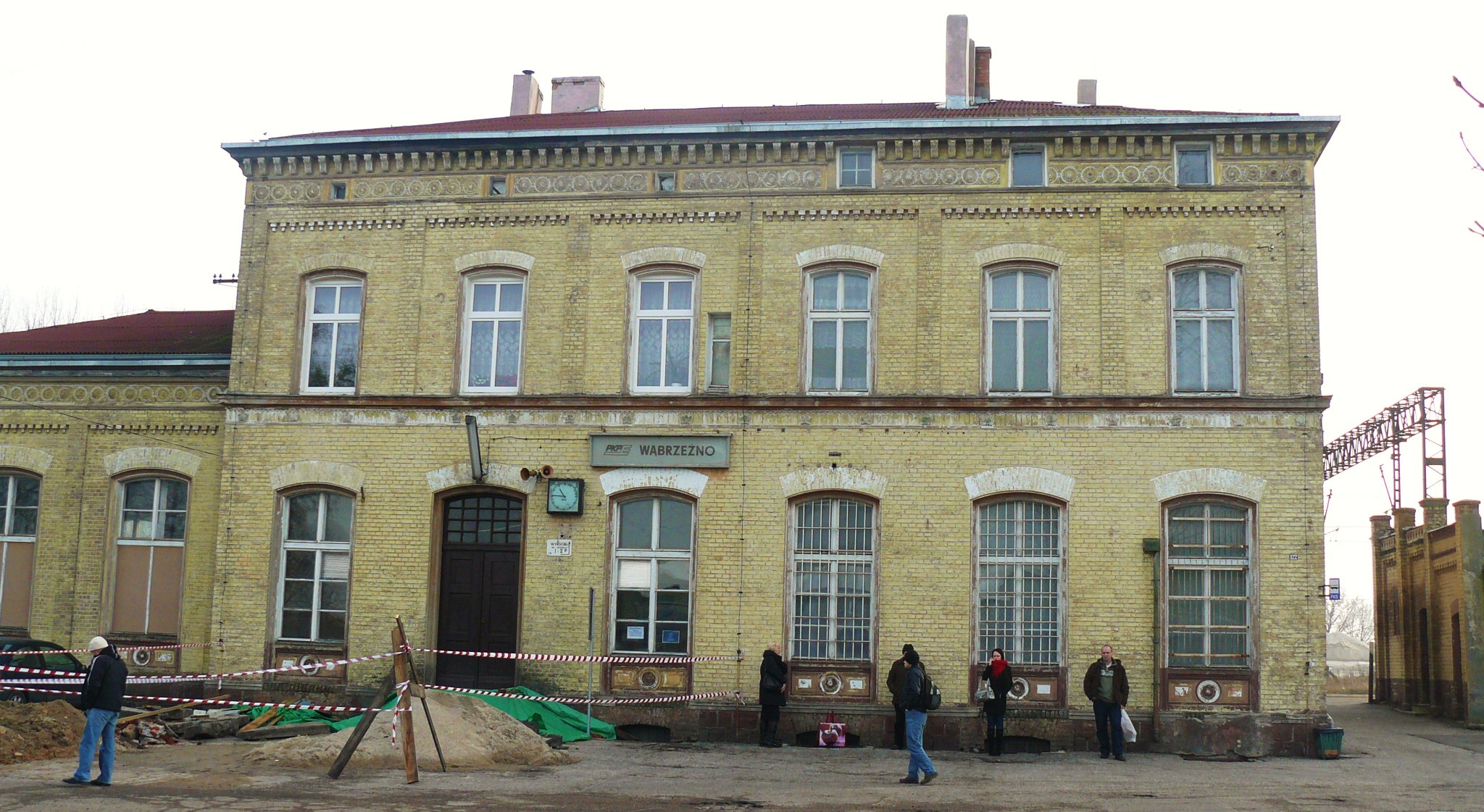
Dworzec kolejowy w Wąbrzeźnie

W 1898 roku uruchomiono wewnętrzną linię kolejową, łączącą stację Wąbrzeźno Miasto i dworzec główny. Była to pierwsza na ziemiach polskich zelektryfikowana linia kolejowa, funkcjonująca do 1990 roku.

## Szkolnictwo
Na terenie miasta znajdują się następujące placówki oświatowe:
- Przedszkole Niepubliczne ALPIDO[18]
- Przedszkole Bajka
- Szkoła Podstawowa nr 2 im. Jana Pawła II
- Szkoła Podstawowa nr 3 im. Edmunda Wojnowskiego
- Liceum Ogólnokształcące im. Zygmunta Działowskiego
- Zespół Szkół Zawodowych[19]

## Sport
W mieście działa klub sportowy „Unia Wąbrzeźno” założony w 1950 roku. Największy sukces klubu to gra w III lidze w sezonach 1966/67, 1987/88 oraz 1990/91. Klub wystąpił również dwukrotnie w Pucharze Polski w 1962/63 oraz 1985/86.

## Wspólnoty wyznaniowe

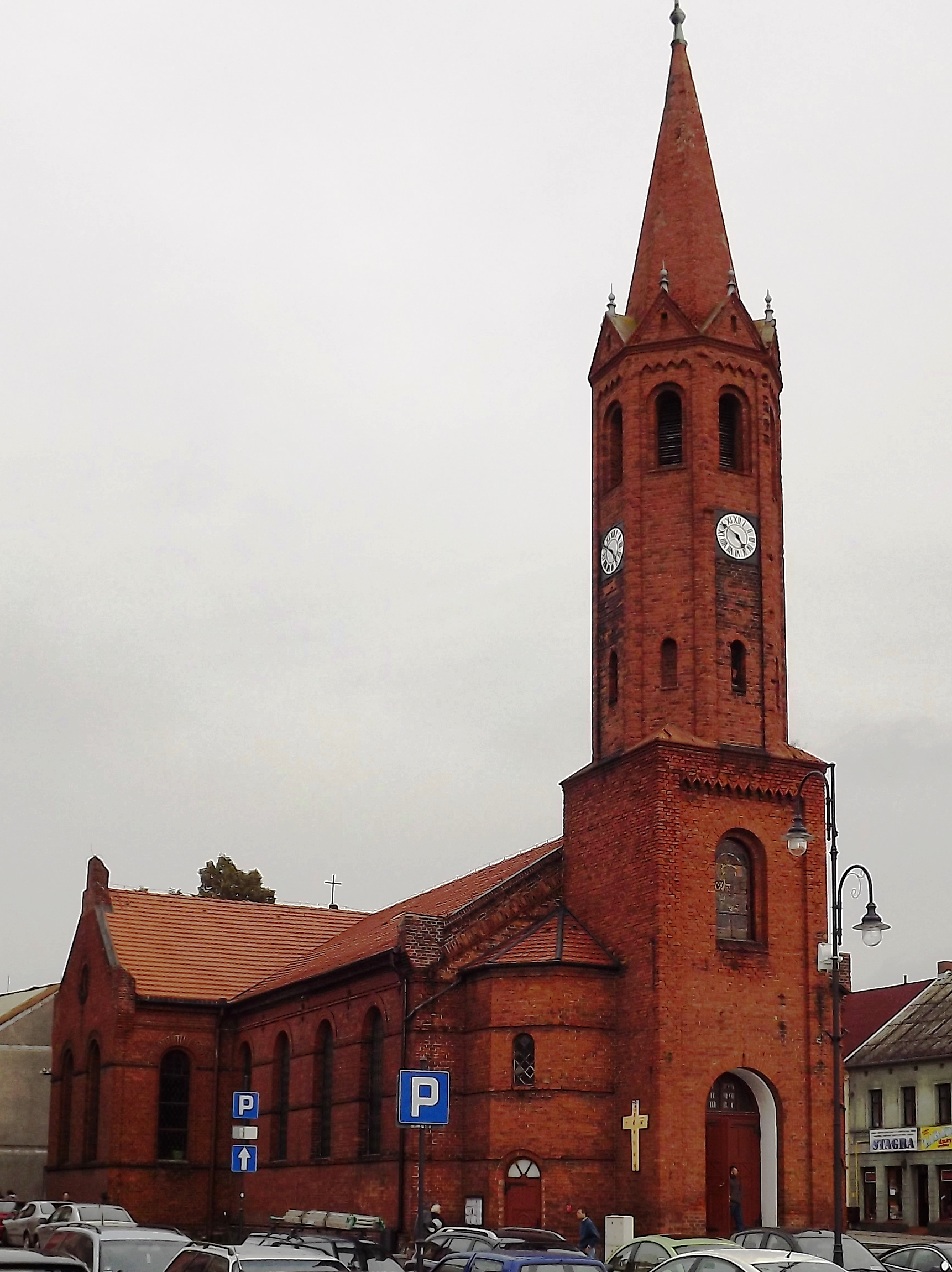
Poewangelicki kościół Matki Boskiej Królowej Polski, (XIX w.)

Na terenie Wąbrzeźna działalność religijną prowadzą następujące związki wyznaniowe:

### Kościół Chrześcijan Dnia Sobotniego
- Zbór Kościoła Chrześcijan Dnia Sobotniego w Wąbrzeźnie

### Kościół Nowoapostolski
- kaplica Kościoła Nowoapostolskiego

### Kościół rzymskokatolicki
- parafia św. Apostołów Szymona i Judy Tadeusza
- parafia Matki Boskiej Królowej Polski

### Świadkowie Jehowy
- zbór Wąbrzeźno (Sala Królestwa: Kowalewo Pomorskie, ul. Kilińskiego 2)[21]

## Miejska Telewizja Kablowa (MTK)
MTK powstała w 1992 roku jako telewizja osiedlowa, a od 1993 roku funkcjonuje jako telewizja miejska. Za pośrednictwem telewizji (ok. 3 tys. abonentów), kanału YouTube oraz na stronie internetowej Urzędu Miasta nadaje w środy o godz. 16.00 swój Program Lokalny, emitowany w pętli do piątku do godz. 14.00. MTK relacjonuje najważniejsze wydarzenia w mieście i okolicy, a także w całości retransmituje obrady Rady Miasta Wąbrzeźna. Do nadawanych programów należą także:
- Galeria Postaci Niezwykłych
- Ciekawostki odgrzebane
- Ludzie z pasją
- Świat według Bajki[22]